# Bayerische Staatskanzlei
De Bayerische Staatskanzlei (Beierse Staatkanselarij) is een staatsagentschap van de Duitse Vrijstaat Beieren, samen met het aanpalende gebouw.

## Het kantoor
De Beierse Staatkanselarij wordt gebruikt als het uitvoerend bureau van de minister-president als hoofd van de regering. De primaire functie van het agentschap is het assisteren van de minister-president in het coördineren van de activiteiten van de Beierse Overheid, vergelijkbaar aan het Bundeskanzleramt op federaal niveau. De Staatskanzlei wordt gerepresenteerd door Beierse missies in de Duitse hoofdstad Berlijn en bij de Europese Unie in Brussel.

## Het gebouw
Bayerische Staatskanzlei is ook de naam van het gebouw in München-Maxvorstadt dat de kantoren van de kanselarijpersoneel huisvest. Het werd opgetrokken van 1989 tot 1993 rond de centrale koepel van het voormalige Beiers Legermuseum, dat gebouwd werd in 1905 op de locatie van barakken van de Hofgartenkaserne en werd gesloopt in de Tweede Wereldoorlog. De overblijfselen van een aantal renaissance arcades van de Hofgarten in het noorden werden geïntegreerd in het gebouw.